# 延边长白山足球俱乐部2015赛季
延边长白山足球俱乐部在2015赛季以替补的身份征战中甲联赛。赛季初，俱乐部获得深圳富德集团资助，加上被称之为“奥利奥”组合的三大外援—查尔顿、斯蒂夫、河太均的出色表现，本赛季延边队表现抢眼，在中甲第11轮主场2比0战胜大连阿尔滨之后就一直占据中甲积分榜首位，还一度实现了21轮不败的优异成绩。最终提前两轮冲超成功，提前一轮夺得2015赛季中甲联赛冠军。

## 赛季介绍
延边队在2014赛季以中甲第16名的成绩降级中乙，后因广东日之泉因故未能取得新赛季参赛资格，由延边队入替。新赛季，俱乐部聘请了前韩国前国脚朴泰夏担任球队新赛季主帅。2015年6月，深圳富德生命人寿保险股份有限公司捐赠8000万人民币用于延边发展校园足球改革试验区和推动职业足球发展，其中捐赠延边长白山足球俱乐部2000万元，使球队得到一笔宝贵的资金。在引援方面，签约了上海申鑫前锋查尔顿，通过主帅朴泰夏引进了原效力于水原三星藍翼的河太均，从杭州绿城租借了前冈比亚金靴斯蒂夫。凭借外援的出色表现，延边长白山在中甲第11轮主场2比0战胜大连阿尔滨之后就一直占据中甲积分榜首位，还一度实现了21轮不败的优异成绩。最终提前两轮冲超成功，提前一轮夺得2015赛季中甲联赛冠军。同时还收获了中甲联赛2015赛季最佳主教练（朴泰夏）、最佳球员（河太均）、最佳射手（河太均）以及最佳门将（池文一）4个奖项。

## 球员名单
更新：2015年10月
註釋：國旗表示球員在國際足聯資格規則定義的國家隊。球員可能擁有一個以上非國際足聯國籍。
| 號碼 |        | 位置 | 球員            |
| ---- | ------ | ---- | --------------- |
| 1    | 中国   | 门将 | 尹光            |
| 2    | 中国   | 中场 | 李浩杰          |
| 3    | 中国   | 后卫 | 韩光华          |
| 4    | 中国   | 后卫 | 赵铭            |
| 5    | 中国   | 后卫 | 陈晓            |
| 6    | 中国   | 前锋 | 李勋            |
| 7    | 中国   | 前锋 | 高万国          |
| 8    | 中国   | 中场 | 李浩            |
| 9    | 冈比亚 | 中场 | 布巴卡尔·斯蒂夫 |
| 10   | 巴西   | 前锋 | 查尔顿          |
| 11   | 中国   | 前锋 | 李成林          |
| 12   | 中国   | 后卫 | 姜洪权          |
| 13   | 中国   | 前锋 | 金波            |
| 14   | 中国   | 中场 | 王志鹏          |
| 15   | 中国   | 后卫 | 金弘宇          |

| 號碼 |          | 位置 | 球員              |
| ---- | -------- | ---- | ----------------- |
| 16   | 中国     | 前锋 | 吴永春            |
| 17   | 中国     | 后卫 | 朴世豪            |
| 18   | 大韩民国 | 前锋 | 河太均            |
| 20   | 中国     | 后卫 | 崔民              |
| 21   | 中国     | 后卫 | 金贤              |
| 22   | 中国     | 门将 | 池文一            |
| 23   | 中国     | 后卫 | 裴育文            |
| 25   | 中国     | 中场 | 艾合买江·艾克拜尔 |
| 26   | 中国     | 中场 | 文学              |
| 29   | 中国     | 门将 | 高闯              |
| 30   | 中国     | 后卫 | 王猛              |
| 32   | 中国     | 中场 | 沈烽              |
| 33   | 中国     | 前锋 | 孙君              |
| 42   | 中国     | 后卫 | 尹昌吉            |